# Церква Преображення Господа нашого Ісуса Христа (Пороги)
Церква Преображення Господа нашого Ісуса Христа в Порогах — парафія і храм Солотвинського деканату Івано-Франківської архієпархії Української греко-католицької церкви в селі Порогах Солотвинської громади Івано-Франківського району Івано-Франківської области.

## Історія церкви
1934 року завершено будівництво мурованої церкви, яка замінила давній дерев'яний храм Святого Миколая 1793 року побудови. Метричні книги велися від 1754 року.
1885 року парафія перейшла до новоствореної Станиславівської єпархії УГКЦ.
19 серпня 2023 року візитацію парафії здійснив архієпископ і митрополит Івано-Франківський Володимир Війтишин.
Кількість парафіян: 1832 — 1.800, 1844 — 2.050, 1854 — 2.105, 1864 — 2.194, 1874 — 2.280, 1884 — 2.219, 1886 — 2.240, 1896 — 2.225, 1906 — 2.390, 1914 — 2.775, 1927 — 2.775, 1938 — 2.725.

## Парохи
- о. Ігнатій Лопатинський ([1832]—1877),
- о. Антін Кнігиницький (1872—1874, сотрудник),
- о. Данило Сосенко (1874—1877+, сотрудник),
- о. Михайло Галиковський (1878—1908+),
- о. Емануїл Скоробогатий (1877—1878, адміністратор),
- о. Михайло Галиковський (1878—1908+),
- о. Миxaйло Николин (1909—1910, адміністратор),
- о. Михайло Ганкевич (1909—1924),
- о. Іван Мокрицький (1924—1925, адміністратор; 1925—1929+),
- о. Григорій Кульматицький (1929—[1938], адміністратор),
- О.Дмитро
- о. Іван Стефанишин — нині[3].